# Vil·la José (Sant Joan Despí)
Vil·la José és una casa de Sant Joan Despí (Baix Llobregat) inclosa a l'Inventari del Patrimoni Arquitectònic de Catalunya.

## Descripció

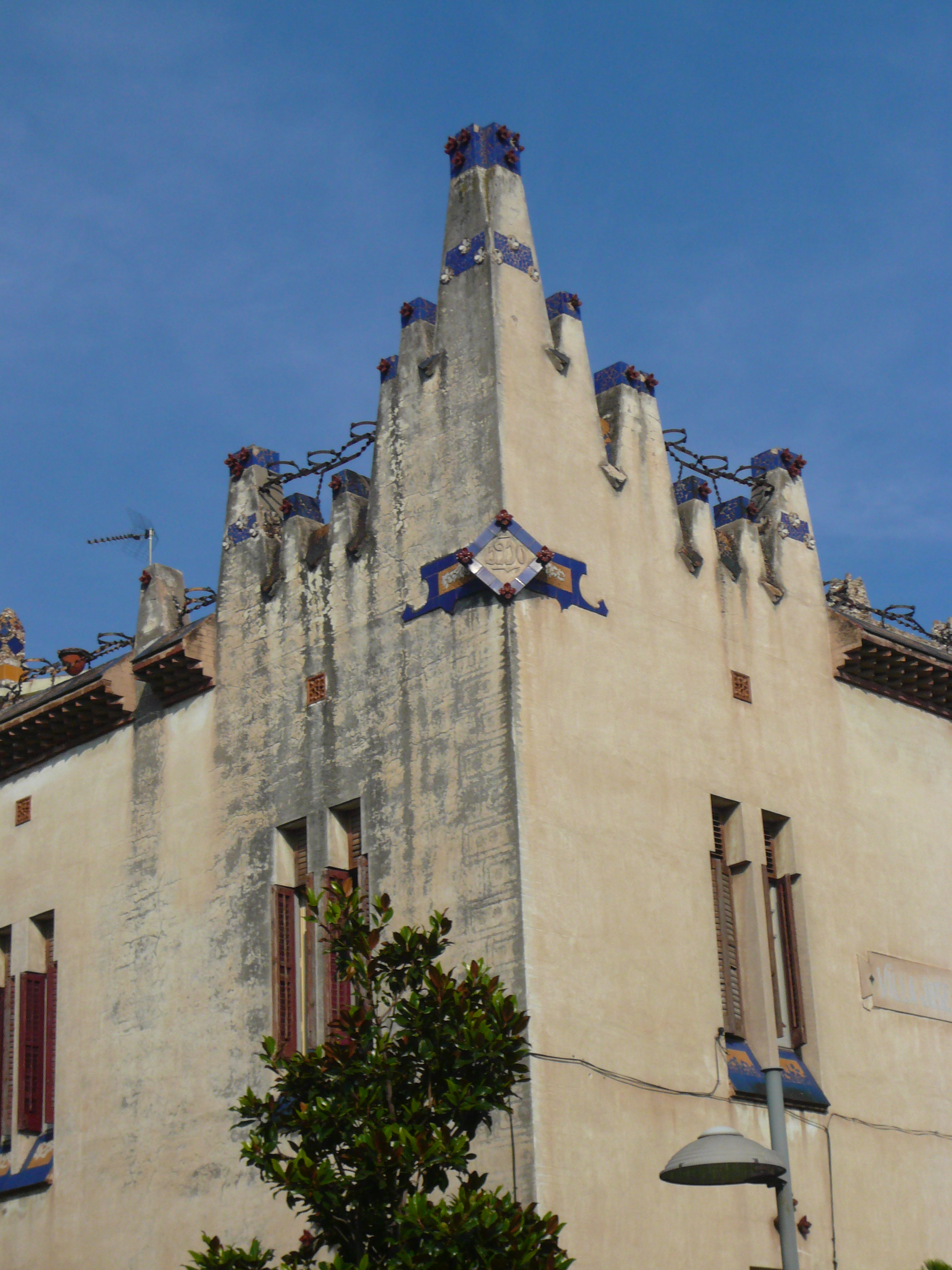
Remat del terrat a la cantonada, amb els elements verticals típics de l'arquitecte i d'altura desigual

És una torre de planta quadrada fent de mitgera amb la número 12 del mateix passeig i del mateix arquitecte. Està voltada en la resta per un jardí tancat amb una tanca d'obra d'un metre aproximadament, decorada amb trencadís i pedra i al damunt una reixa, en la qual s'instal·len els elements verticals presents en tota l'obra de Mas. Així la casa també té un sentit vertical que en el seu acabament (terrat) està rematada per elements semblants, tots ells d'alçada desigual. Té influències islàmiques a les finestres. Tota la part inferior de la façana és també decorada amb trencadís i destaca el fort desnivell aconseguit en l'angle lliure de l'edifici, tot seguint el desnivell del vial.

## Història
Com la veïna Vil·la Elena, la casa és coneguda també amb el nom de Casa Anzizu pel promotor de l'obra Josep Mª Anzizu i Morell, domiciliat a Barcelona al carrer de Balmes número 16. Sol·licita la llicència municipal d'obres l'11-11-1909.
El conjunt d'ambdues cases també és conegut com a Cases Auriga.